# Justin Engel
Justin Engel (* 1. Oktober 2007 in Nürnberg) ist ein deutscher Tennisspieler. Mit 17 Jahren gewann er 2024 als drittjüngster Spieler ein Match auf der ATP Tour.

## Karriere
Engel begann mit drei Jahren das Tennisspielen, war aber zuerst nicht begeistert von diesem Sport und betrieb jahrelang Kickboxen, das er später zugunsten seiner Tenniskarriere beendete. Engel lebte im Alter von zwei bis fünf bei seinen Großeltern in der Republik Moldau, sodass er neben deutsch und englisch auch rumänisch spricht und russisch versteht.
Im Alter von zehn Jahren bestritt Engel seine ersten Tennisturniere. Ab 2021 nahm er an Turnieren der ITF Junior Tour teil, auf der er zwei Einzel- und drei Doppeltitel gewann. In der Junior-Rangliste ist seine beste Platzierung Platz 56. Die bislang einzige Teilnahme an einem Junior-Grand-Slam-Turnier erfolgte bei den Australian Open 2024, wo er im Einzel und Doppel zum Auftakt ausschied. Anders als andere Spieler seines Alters legte Engel den Fokus schon sehr früh auf Profiturniere, obwohl er noch bis Ende 2025 als Junior spielberechtigt wäre.
Nachdem er 2023 erste Punkte in der Weltrangliste gesammelt hatte, konnte er im Verlauf des Jahres 2024 vier Future-Turniere gewinnen, die allesamt der Kategorie ITF-M15 angehörten. Im Juli 2024 trat er im Rahmen der ATP Challenger Tour bei den Pfeiffer & May Tennis Open in Karlsruhe an. Mit einer Wildcard setzte er sich in seinem Erstrundenmatch gegen den an Nummer drei gesetzten Franzosen Pierre-Hugues Herbert in zwei Sätzen durch. In Alicante, im September, gelangte er über die Qualifikation in die Hauptrunde, in welcher er zuerst den Spanier Rafael Jódar besiegte und dann Luca van Assche, zu diesem Zeitpunkt der 121. der Tennis-Weltrangliste. Im Oktober erhielt er eine Wildcard für das Hauptfeld der Almaty Open, wo er in der Erstrundenpartie seiner ATP-Tour-Premiere den auf Rang 133 platzierten Coleman Wong in zwei Sätzen besiegte. Seit Carlos Alcaraz in Rio 2020 ist er der jüngste Spieler und der erste Spieler des Geburtsjahrgangs 2007, der ein ATP-Tour-Match gewann.
Zu Beginn des Jahres 2025 konnte Engel das M15 in Cadolzburg gewinnen, erreichte dann in Nussloch das Halbfinale bevor er mehrere Challenger-Turniere spielte. Mit Platz 345 im Februar 2025 in der Tennisweltrangliste war er zu diesem Zeitpunkt der jüngste Spieler innerhalb der Top 500. Bei den BMW Open startete er mit einer Wildcard, verlor aber sein Auftaktmatch. Im Doppel qualifizierte er sich mit seinem Partner Max Rehberg für das Hauptfeld, wo die beiden nach einem Sieg gegen die an Position 2 gesetzten Marcel Granollers und Horacio Zeballos das Viertelfinale erreichten. Durch seinen Auftaktsieg bei den Boss Open in Stuttgart gelang ihm 2025 als zweitjüngster Spieler seit 1990 und viertjüngster Spieler insgesamt mindestens ein Sieg auf allen drei Belägen. Im Achtelfinale besiegte er die Nummer 35 der Welt Alex Michelsen, in einem Match, wo er jeden Punkt hinter seinem ersten Aufschlag machte und keinen Breakball zuließ.